# Delage Type DO
Der Delage Type DO war ein Pkw-Modell der französischen Marke Delage.

## Beschreibung
Die nationale Zulassungsbehörde erteilte am 23. Juli 1920 die Genehmigung. Vorgeführt wurde das Fahrzeug mit der Nummer 7723 und der Motorennummer 6. Delage bot das Modell von 1920 bis 1922 an. Es war unterhalb des bis dahin einzigen Modells Delage Type CO platziert. Es gab weder einen direkten Vorgänger noch einen direkten Nachfolger. Der 1921 präsentierte Delage Type DE war etwas kleiner.
Ein Vierzylindermotor trieb die Fahrzeuge an. Er hatte 80 mm Bohrung und 150 mm Hub. Das ergab 3016 cm³ Hubraum, 16 Cheval fiscal und 44 PS Motorleistung.
Das Fahrgestell hatte 1440 mm Spurweite und 3420 mm Radstand. 
Als Aufbauten sind Tourenwagen mit vier Sitzen und Torpedo mit zwei Sitzen überliefert.

## Stückzahlen und überlebende Fahrzeuge
Peter Jacobs vom Delage Register of Great Britain erstellte im Oktober 2006 eine Übersicht über Produktionszahlen und die Anzahl von Fahrzeugen, die noch existieren. Seine Angaben zu den Bauzeiten weichen in einigen Fällen von den Angaben der Buchautoren ab. Für dieses Modell gibt er abweichend die Bauzeit mit 1920 an. Von 212 hergestellten Fahrzeugen existieren noch 4.